# Prva ženski fudbalska liga
La Prva ženski fudbalska liga (prima lega femminile calcistica), indicata anche con le sigle ŽFL, 1. ŽFL o 1. ŽFL Crne Gore, è l'unico livello del campionato montenegrino femminile di calcio, organizzato dalla Federcalcio montenegrina (FSCG).
Il torneo, istituito nel 2008 come Trofej FSCG per assumere poi l'attuale denominazione dall'edizione 2011-2012, ha cadenza annuale, con inizio approssimativamente a ottobre e termine a maggio dell'anno solare successivo, e vede la partecipazione, al campionato 2024-2025, di nove squadre, vedendo tuttavia un quantitativo squadre iscritte molto variabile negli anni, fino a un minimo di quattro.
Detentore del titolo 2023-2024 è il Breznica, alla sua nona vittoria consecutiva, nonché squadra che ha vinto il maggior numero di campionati (9).

## Formato
Il campionato ha mutato più volte il suo formato anche in relazione alle squadre iscritte.
L'edizione 2024-2025 vede sfidarsi 9 squadre in tre turni, per un totale di 27 giornate, nelle quali ogni squadra affronta per due volte ogni avversaria assegnando 3 punti in caso di vittoria, 1 a ciascuna contendente in caso di parità e nessun punto in caso di sconfitta. La squadra prima classificata è campione del Montenegro, guadagnando anche l'accesso alla UEFA Women's Champions League nella stagione successiva partendo dal primo turno di qualificazione. L'edizione 2024-2025 non prevede retrocessioni.

## Squadre

### Organico attuale
All'edizione 2024-2025 partecipano le seguenti 9 squadre:
- Adrenalin
- Breznica
- Budućnost
- Cvetex
- Ekonomist
- Gorica
- Ilarion
- Mladost 2015
- Zora Spuž

## Albo d'oro
Come Trofej FSCG
- 2008-2009:  Budućnost (1º)
- 2009-2010:  Budućnost (2º)
- 2010-2011:  Ekonomist (1º)

Come 1. ŽFL
- 2011-2012:  Ekonomist (2º)
- 2012-2013:  Ekonomist (3º)
- 2013-2014:  Ekonomist (4º)
- 2014-2015:  Ekonomist (5º)
- 2015-2016:  Breznica (1º)
- 2016-2017:  Breznica (2º)
- 2017-2018:  Breznica (3º)
- 2018-2019:  Breznica (4º)
- 2019-2020:  Breznica (5º)
- 2020-2021:  Breznica (6º)
- 2021-2022:  Breznica (7º)
- 2022-2023:  Breznica (8º)
- 2023-2024:  Breznica (9º)
- 2024-2025:

## Statistiche

### Vittorie per squadra
| Squadra   | Titoli | Anni                                                                                              |
| --------- | ------ | ------------------------------------------------------------------------------------------------- |
| Breznica  | 9      | 2015-2016, 2016-2017, 2017-2018, 2018-2019, 2019-2020, 2020-2021, 2021-2022, 2022-2023, 2023-2024 |
| Ekonomist | 5      | 2010-2011, 2011-2012, 2012-2013, 2013-2014, 2014-2015                                             |
| Budućnost | 2      | 2008-2009, 2009-2010                                                                              |